# حلیمه عالی
حلیمه عالی (زاده ۱۳۴۹)، پزشک متخصص داخلی و نخستین نماینده زن مردم استان سیستان و بلوچستان در مجلس شورای اسلامی می‌باشد. وی در دور دوم از انتخابات نهمین دوره مجلس شورای اسلامی، با اکتساب بیش از هفتاد هزار رأی، دومین نماینده حوزه انتخابی زابل، زهک و هیرمند شد. حلیمه عالی، از طایفه بامری‌های سیستان می‌باشد. گفتنی است در طول دوره انتخابات، هیچ عکسی از وی بر روی بروشورها و دیگر اقلام تبلیغاتی چاپ نشده بود.

#### تحصیلات
- اخذ مدرک دیپلم در سال ۱۳۶۶ در رشته علوم تجربی
- قبولی در رشته پزشکی با سهمیه انتخابی منطقه ۳ در سال ۱۳۶۷
- اخذ مدرک دکتری بیماریهای داخلی در سال ۱۳۷۴
- تخصص در بیماریهای داخلی در سال ۱۳۷۷
- "برای دیدن رزومه کامل حلیمه عالی روی این عبارت کلیک کنید"